# Siamand Rahman
Siamand Rahman, né le 21 mars 1988 et mort le 1er mars 2020, est un haltérophile paralympique iranien. Il remporte des médailles d'or aux Jeux paralympiques d'été de 2012 à Londres, aux Jeux paralympiques d'été de 2016 à Rio et aux Jeux paralympiques asiatiques de 2010 à Guangzhou.
Il est l'actuel détenteur record du monde et du record paralympique d'haltérophilie handisport IPC dans la catégorie +107 kg avec 310 kg au développé couché.
Il meurt le 1er mars 2020 d'un arrêt cardiaque.

## Carrière d'haltérophilie
Rahman souffre d'un handicap affectant les deux jambes en raison de la poliomyélite.
Rahman commence sa carrière à Oshnavieh, en Iran, soutenu par sa famille et son entraîneur Ali Asghar en 2008. Il apparaît sur la scène mondiale pour la première fois aux championnats du monde d'haltérophilie IPC 2010 à Kuala Lumpur, en Malaisie, où il participe dans la catégorie + 100 kg. Il réalise un développé couché de 260 kg pour remporter la médaille d'argent, perdant seulement contre son coéquipier Karem Rajabi Golojeh. Il établit un nouveau record du monde  dans la catégorie à son quatrième essai avec 285 kg au développé couché, mais cela n'a pas compté pour sa performance en vue d'une médaille.
Il remporte ensuite la médaille d'or aux Jeux paralympiques asiatiques de 2010 à Guangzhou, en Chine, et a de nouveau battu le record du monde senior de sa catégorie avec 290 kg le 18 décembre, bien qu'il soit toujours éligible à la catégorie junior.
Il remporte l'or aux Jeux paralympiques d'été de 2012 à Londres, battant le record paralympique qui était auparavant détenu par son coéquipier iranien Golojeh avec son premier levage à 270 kg puis un second à 280 kg. Il réussit à soulever 301 kg à sa troisième tentative mais l'essaie est invalidé en raison d'un blocage inégal. Il affirmé néanmoins qu'il avait atteint cette marque à l'entraînement à plusieurs reprises.

Malgré son handicap et son très jeune âge, Rahman est également relativement proche de battre le record du monde de tous les temps (handicapé ou non) de 335 kg détenu par Kirill Sarychev et a exprimé des objectifs de développé couché de plus de 350 kg

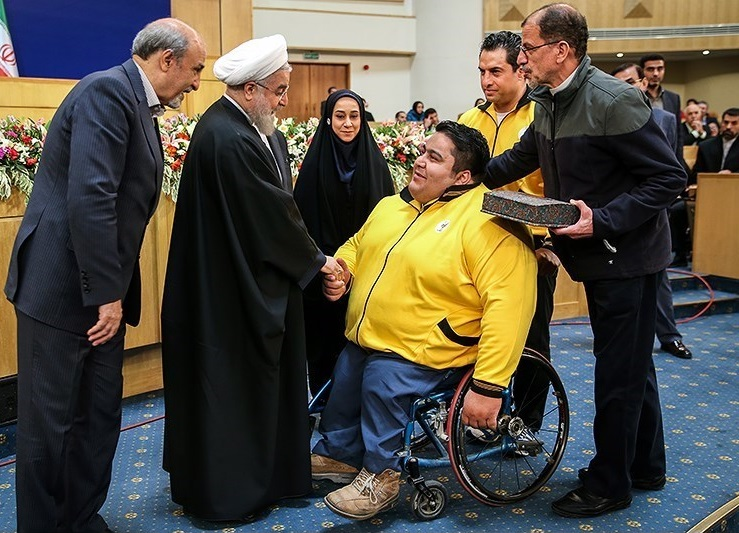
Rahman avec le président iranien Hassan Rohani après les Jeux paralympiques d'été de 2016.

Après les Jeux paralympiques d'été de 2016, où il remporte à nouveau la médaille d'or et bat le record du monde avec un marque à 310 kg, il est nommé meilleur athlète masculin aux Paralympic Sport Awards.
Il meurt le 1er mars 2020 des suites d'un arrêt cardiaque,.

## Résultats dans les compétitions majeures
| Année                 | Lieu                    | Catégorie          | Essais             | Essais             | Essais             | Essais             | Résultat (kg)      | Classement         |                    |                    |
| Année                 | Lieu                    | Catégorie          | 1                  | 2                  | 3                  | 4                  | Résultat (kg)      | Classement         |                    |                    |
| Jeux paralympiques    | Jeux paralympiques      | Jeux paralympiques | Jeux paralympiques | Jeux paralympiques | Jeux paralympiques | Jeux paralympiques | Jeux paralympiques | Jeux paralympiques | Jeux paralympiques | Jeux paralympiques |
| --------------------- | ----------------------- | ------------------ | ------------------ | ------------------ | ------------------ | ------------------ | ------------------ | ------------------ | ------------------ | ------------------ |
| 2012                  | Londres, Royaume-Uni    | +100 kg            | 270.0              | 280.0              | 301.0              | --                 | 280.0 PR           | Médaille d'or      |                    |                    |
| 2016                  | Rio de Janeiro, Brrésil | +107 kg            | 270.0              | 300.0              | 305.0              | 310.0 (WR)         | 305.0              | Médaille d'or      |                    |                    |
| Championnats du monde |                         |                    |                    |                    |                    |                    |                    |                    |                    |                    |
| 2010                  | Kuala Lumpur, Malaisie  | +100 kg            | 250                | 260                | 265                | 285                | 260                | Médaille d'argent  |                    |                    |
| 2014                  | Dubai, EAU              | +107 kg            | 275                | 281                | 285                | 285.5              | 285                | Médaille d'or      |                    |                    |
| 2017                  | Mexico, Mexique         | +107 kg            | 265                | 275                | 285                | --                 | 285                | Médaille d'or      |                    |                    |
| 2019                  | Astana, Kazakhstan      | +107 kg            | 250                | 265                | --                 | --                 | 265                | Médaille d'or      |                    |                    |